# キャンベル準男爵
キャンベル準男爵（Campbell baronets）は、イギリスの準男爵位。キャンベル姓の家が持つ準男爵位は19個存在し、うち7個はノバスコシア準男爵、12個は連合王国準男爵である。

## 一覧

### グレノーチーのキャンベル準男爵 (1625年)
パース州におけるグレノーチーのキャンベル準男爵 (Campbell Baronetcy, of Glenorchy in the County of Perth)は、1625年5月29日にダンカン・キャンベルがノヴァスコシア準男爵位として叙位されたのにはじまる。彼はアーガイル公爵家の貴族としての始祖である初代キャンベル卿ダンカン・キャンベルのヤンガーサンであるグレノーチーのサー・コリン・キャンベルの子孫であり、スコットランド議会のアーガイル選出議員として活動し「ブラック・ダンカン」と呼ばれていた。5代準男爵は1681年にホランドのブリーダルベイン伯爵に叙された。下記のセント・クロス・メーディのキャンベル準男爵も参照。
- 初代準男爵サー・ダンカン・キャンベル (1550頃–1631)
- 2代準男爵サー・コリン・キャンベル（英語版） (1577頃–1640)
- 3代準男爵サー・ロバート・キャンベル (1580頃- 1650頃)
- 4代準男爵サー・ジョン・キャンベル (1615頃-1670頃)
- 5代準男爵サー・ジョン・キャンベル（英語版） (1635–1717) 1681年にホランドのブリーダルベイン伯爵に叙された
  - 以降はホランドのブリーダルベイン伯爵（英語版）参照

### ランディのキャンベル準男爵 (1627年)
フォーファー州におけるランディのキャンベル準男爵（Campbell Baronetcy, of Lundy (or Lundie) in the County of Forfar)は、1627年12月13日にコリン・キャンベルがノヴァスコシア準男爵として叙位されたのに始まる。彼は第6代アーガイル伯爵コリン・キャンベルのヤンガーサンであるランディーのコリン・キャンベルの息子である。この称号は1696年頃の2代男爵の死去により停止(dormant)となった。この称号は後に初代アーガイル公爵アーチボルド・キャンベルとその子孫が継いだと考えられている。しかし2010年の準男爵公式名簿にこの称号の記載はない。詳細はリンク先を参照。
- 初代準男爵サー・コリン・キャンベル (-1650頃)
- 2代準男爵サー・コリン・キャンベル (-1696頃) 停止(dormant)
- 3代準男爵サー・アーチボルド・キャンベル (1658–1703) 初代アーガイル公爵に叙される
  - 以降はアーガイル公爵参照

### オーチンブレックのキャンベル準男爵 (1628年)

オーチンブレックのキャンベル準男爵の紋章

アーガイル州におけるオーチンブレックのキャンベル準男爵 (Campbell Baronetcy, of Auchinbreck in the County of Argyll)は、1628年1月24日にサー・デュガルド・キャンベルがノヴァスコシア準男爵として叙位されたのに始まる。彼はアーガイル公爵家の貴族としての始祖である初代キャンベル卿ダンカン・キャンベルのヤンガーサンであるキルマイケルのダンカン・キャンベルの子孫である。5代準男爵は第1回グレートブリテン議会スコットランド代表の一人だった。
- 初代準男爵サー・デュガルド・キャンベル（英語版） (1570頃–1641)
- 2代準男爵サー・ダンカン・キャンベル（英語版） (-1645)
- 3代準男爵サー・デュガルド・キャンベル (-1661頃)
- 4代準男サー・ダンカン・キャンベル (-1700頃)
- 5代準男爵サー・ジェイムズ・キャンベル (1679頃–1756)
- 6代準男爵サー・ジェイムズ・キャンベル (-1814)
- 7代準男爵サー・ジーン・バプティスト・ウィリアム・エドゥアルド・チャールズ・キャンベル (1769-1847)
- 8代準男爵サー・ジョン・アイトン・キャンベル (1809–1853)
- 9代準男爵サー・ルイス・ヘンリー・デュガルド・キャンベル (1844–1875)
- 10代準男爵サー・ノーマン・モントゴメリー・アバークロンビー・キャンベル (1846–1901)
- 11代準男爵サー・チャールズ・ラルフ・キャンベル (1850–1919)
- 12代準男爵サー・チャールズ・ラルフ・キャンベル (1881–1948)
- 13代準男爵サー・ノーマン・デュガルド・フェリエー・キャンベル (1883–1968)
- 14代準男爵サー・ルイス・ハミルトン・キャンベル (1885–1970)
- 15代準男爵サー・ロビン・オーチンブレック・キャンベル (1922–2016)
- 16代準男爵サー・ルイス・オーチンブレック・キャンベル (1953-)

### アードナマーカン＝エアーズのキャンベル準男爵 1期 (1628年)
アーガイル州におけるエアーズのキャンベル準男爵（Campbell Baronetcy, of Ardnamurchan and Airds in the County of Argyll）は、1628年12月23日にドナルド・キャンベルがノヴァスコシア準男爵として叙位されたのに始まる。1643年8月28日に甥やその相続人のための新しい記載と土地の合併のために称号を国王に返還した。ドナルドの死後、甥のジョージ（カルダーのジョン・キャンベルの息子）は称号を請求しなかったが、1790年頃にジョージの玄孫にあたるジョン・キャンベルが6代準男爵を請求するようになり、その孫ジョン・キャンベル少将は準男爵常任委員会の公式名簿に1628年創設の準男爵として記載するよう請求した。これは認められなかったが、1913年11月に新規の準男爵位が彼に与えられることになった。アードナマーカンのキャンベル準男爵 2期を参照。
- 初代準男爵サー・ドナルド・キャンベル（英語版） (-1651)

### アベルチルのキャンベル準男爵 (1668頃)

アベルチルのキャンベル準男爵家の紋章

パース州におけるアベルチルのキャンベル準男爵(Campbell Baronetcy, of Aberuchil in the County of Perth)は、1668年頃にコリン・キャンベルがノヴァスコシア準男爵として叙されたのに始まる。
- 初代準男爵サー・コリン・キャンベル (-1704)
- 2代準男爵サー・ジェイムズ・キャンベル (1672頃–1754)
- 3代準男爵サー・ジェイムズ・キャンベル (1723–1812)
- 4代準男爵サー・アレグザンダー・キャンベル (1757–1824)
- 5代準男爵サー・ジェイムズ・キャンベル (1818–1903)
- 6代準男爵サー・アレグザンダー・キャンベル (1841–1914)
- 7代準男爵サー・アレグザンダー・コールドストリーム・キャンベル (1877–1960)
- 8代準男爵サー・コリン・モファット・キャンベル (1925–1997)
- 9代準男爵サー・ジェイムズ・アレグザンダー・モファット・ベイン・キャンベル (1956-)
  - 法定推定相続人はコリン・ジョージ・デンマン・ベイン・キャンベル (1999-)

### アードキングラスのキャンベル準男爵 (1679年)

アードキングラスのキャンベル準男爵の紋章

アーガイル州におけるアードキングラスのキャンベル準男爵 (Campbell Baronetcy, of Ardkinglass in the County of Argyll)は、1679年3月23日にコリン・キャンベルがノバスコシア準男爵位として叙位されたのに始まる。いくつかの選挙区の庶民院議員だった息子の2代準男爵が1752年に死去した後、廃絶した。
- 初代準男爵サー・コリン・キャンベル (1640頃–1709)
- 2代準男爵サー・ジェイムズ・キャンベル（英語版） (1666頃–1752)

### Glentirranのリビングストン のちキャンベル準男爵 (1685年)
スターリング州におけるリビングストン準男爵、のちキャンベル準男爵（Livingston, later Campbell Baronetcy, of Glentirran in the County of Stirling）は、1685年7月20日にアレグザンダー・リビングストンがノバスコシア準男爵として叙位されたのにはじまる。3代準男爵がリビングストンからキャンベルに改姓した。1810年の4代準男爵の死去で廃絶した。
- 初代準男爵サー・アレグザンダー・リビングストン (-1698)
- 2代準男爵サー・ジェイムズ・リビングストン (-1771)
- 3代準男爵サー・ジェイムズ・キャンベル (1719頃–1788)
- 4代準男爵サー・アレグザンダー・キャンベル (-1810)

### スコスのキャンベル準男爵 (1808年)
ダンバートン州におけるスコスのキャンベル準男爵（Campbell Baronetcy, of Succoth in the County of Dumbarton）は、民事控訴院院長を務めたイレイ・キャンベルが1808年9月17日に連合王国準男爵として叙位されたのにはじまる。2017年の7代準男爵の死去で廃絶した。
- 初代準男爵イレイ・キャンベル（英語版） (1734–1823)
- 2代準男爵サー・アーチボルド・キャンベル（英語版） (1769–1846)
- 3代準男爵サー・アーチボルド・アイラ・キャンベル（英語版） (1825–1866)
- 4代準男爵サー・ジョージ・キャンベル (1829–1874)
- 5代準男爵サー・アーチボルド・スペンサー・リンジー・キャンベル (1852–1941)
- 6代準男爵サー・ジョージ・アイラ・キャンベル (1894–1967)
- 7代準男爵サー・アイラ・マーク・キャンベル (1927–2017)

### ガーツフォードのキャンベル、のちコックバーン＝キャンベル準男爵 (1815/1821年)
ロス州におけるガーツフォードのキャンベル、のちコックバーン＝キャンベル準男爵（Campbell, later Cockburn-Campbell Baronetcy, of Gartsford in the County of Ross）は、1821年7月3日に連合王国準男爵位として叙位されたのに始まる。この創設についての詳細はコックバーン＝キャンベル準男爵を参照。

### セント・クロス・メーディのキャンベル準男爵 (1815年)
サウサンプトン州におけるセント・クロス・メーディのキャンベル準男爵（Campbell Baronetcy, of St Cross Mede in the County of Southampton）は、1815年5月22日に軍人サー・ガイ・キャンベルが連合王国準男爵として叙位されたのにはじまる。父であるジブラルタル総督を務めたコリン・キャンベル中将の功績に対して与えられ、コリンの男系男子を継承者として創設された。コリンは初代ブリーダルベイン＝ホランド伯爵ジョン・キャンベルのヤンガーサンのコリンの孫にあたる。3代準男爵の次男であるロナルド・イアン・キャンベルは外交官だった。
- 初代準男爵サー・ガイ・キャンベル（英語版） (1849没)
- 2代準男爵サー・エドワード・フィッツジェラルド・キャンベル（英語版） (1822–1882)
- 3代準男爵サー・ガイ・セオフィラス・キャンベル (1854–1931)
- 4代準男爵サー・ガイ・コリン・キャンベル (1885–1960)
- 5代準男爵サー・ガイ・セオフィラス・ハルズウェル・キャンベル（英語版） (1910–1993)
- 6代準男爵サー・ラクラン・フィリップ・ケメイズ・キャンベル (1958-)
  - 法定推定相続人は、アーチボルド・エドワード・フィッツジェラルド・キャンベル (1990-)

### インバーニールのキャンベル準男爵 (1818年)

インバーニールのキャンベル準男爵の紋章

アーガイル州におけるインバーニールのキャンベル準男爵（Campbell Baronetcy, of Invernail in the County of Argyl）は、1818年12月4日にジェイムズ・キャンベルが連合王国準男爵位として叙位されたのにはじまるが、1819年の彼の死去と共に廃絶した。
- 初代準男爵サー・ジェイムズ・キャンベル（英語版） (-1819)

### ニューブランズウィックのキャンベル準男爵 (1831年)
ニューブランズウィックのキャンベル準男爵（Campbell Baronetcy, of New Brunswick）は、1831年9月30日にニューブラウンズウィック総督アーチボルド・キャンベルが連合王国準男爵として叙位されたのに始まる。1949年の5代準男爵の死去により廃絶した。
- 初代準男爵サー・アーチボルド・キャンベル（英語版） (1769–1843)[9]
- 2代準男爵サー・ジョン・キャンベル（英語版） (1807–1855)[9]
- 3代準男爵サー・アーチボルド・エヴァ・キャンベル (1844–1913)[9]
- 4代準男爵サー・アーチボルド・オーガスタス・エヴァ・キャンベル (1879–1916) 第一次世界大戦で戦死
- 5代準男爵サー・ウィリアム・アンドリューズ・エヴァ・キャンベル (1880–1949)

### キャリック・ボーイのキャンベル準男爵 (1831年)
ドニゴール県におけるキャリック・ボーイのキャンベル準男爵（Campbell Baronetcy, of Carrick Buoy in the County of Donegal）は、1831年9月30日にロバート・キャンベルが連合王国準男爵として叙位されたのにはじまる。1900年の4代準男爵の死去により廃絶した。
- 初代準男爵サー・ロバート・キャンベル (1771–1858)
- 2代準男爵サー・ジョン・ニコル・ロバート・キャンベル (1799–1870)
- 3代準男爵サー・ギルバート・エドワード・キャンベル (1838-1899頃)
- 4代準男爵サー・クロード・ロバート・キャンベル (1871–1900)

### バーカルディン＝グレニュアのキャンベル準男爵 (1831年)

バーカルディンのキャンベル準男爵家の紋章

アーガイル州におけるバーカルディン＝グレニュアのキャンベル準男爵（Campbell Baronetcy, of Barcaldine (or Barcaldyne) in the County of Argyll and of Glenure）は、1831年9月30日に軍人ダンカン・キャンベルが叙位されたことに始まる。
- 初代準男爵サー・ダンカン・キャンベル (1786–1842)
- 2代準男爵サー・アレグザンダー・キャンベル (1819–1880)
- 3代準男爵サー・ダンカン・アレグザンダー・キャンベル (1856–1926)
- 4代準男爵サー・アレグザンダー・ウィリアム・デニストーン・キャンベル (1848–1931)
- 5代準男爵サー・ダンカン・ジョン・アルフレッド・キャンベル (1854–1932)
- 6代準男爵サー・エリック・フランシス・デニストーン・キャンベル (1892–1963)
- 7代準男爵サー・イアン・ヴィンセント・ハミルトン・キャンベル (1895–1978)
- 8代準男爵サー・ニール・アレグザンダー・ハミルトン・キャンベル (1925–2003)
- 9代準男爵サー・ロデリック・ダンカン・キャメロン・キャンベル[8](1961-)

推定相続人は現当主の弟アンガス・チャールズ・ダンダス・キャンベル (1967-) 

### ダンスタッフネイジのキャンベル準男爵 (1836年)
アーガイル州におけるダンスタッフネイジのキャンベル準男爵（Campbell Baronetcy, of Dunstaffnage in the County of Argyll）は、1836年3月11日にプリンスエドワード島総督ドナルド・キャンベルが連合王国準男爵として叙位されたのにはじまる。1879年に3代準男爵が死去したことで廃絶した。
- 初代準男爵サー・ドナルド・キャンベル（英語版） (1800–1850)
- 2代準男爵サー・アンガス・キャンベル (1827–1863)
- 3代準男爵サー・ドナルド・キャンベル (1829–1879)

### ブリスウッドのキャンベル準男爵 (1880年)
レンフルー州におけるブリスウッドのキャンベル準男爵（Campbell Baronetcy, of Blythswood in the County of Renfrew）は、1880年5月4日に連合王国準男爵として創設されたのに始まる。詳細はブリスウッド男爵参照。

### アードナマーカンのキャンベル準男爵 2期  (1913年)
アーガイル州におけるアードナマーカンのキャンベル準男爵（Campbell Baronetcy, of Ardnamurchan in the County of Argyll）は、1913年11月29日にサー・ジョン・ウィリアム・キャンベルが連合王国準男爵として叙位されたのにはじまる。創設の経緯については1628年創設の準男爵位の項目を参照。2代準男爵は1943年にスマトラ島のパレンバン収容所で捕虜になっている間に死去。 この称号は彼の死で廃絶したか、停止（dormant）したと考えられている。彼の息子ブルース・キャンベルは父の死の直後にロンドンで失踪し、以降行方不明となった。
- 初代準男爵サー・ジョン・ウィリアム・キャンベル（英語版） (1836–1915)
- 2代準男爵サー・ジョン・ブルース・ステュアート・キャンベル (1877–1943)
- 3代準男爵サー・ブルース・コリン・パトリック・キャンベル (1904–1943?)

### ミルトンのキャンベル準男爵 (1917年)
ダブリン県におけるミルトンのキャンベル準男爵（Campbell Baronetcy, of Milltown in the County of Dublin）は、1917年1月10日に連合王国準男爵として創設された。詳細はグレナヴィ男爵参照

### エアーズのキャンベル準男爵 (1939年)
アーガイル州におけるエアーズのキャンベル準男爵（Campbell Baronetcy, of Airds in the County of Argyll）は、1939年7月3日に保守党の政治家であるサー・エドワード・タスウェル・キャンベルが連合王国準男爵として叙位されたのに始まる。2代準男爵が1954年に死去したことで廃絶した。
- 初代準男爵サー・エドワード・タスウェル・キャンベル（英語版） (1879–1945)
- 2代準男爵サー・チャールズ・ダンカン・マクネア・キャンベル（英語版） (1906–1954)